# Rantum
Rantum (nordfriesisch Raantem) ist ein Ortsteil der Gemeinde Sylt auf der Insel Sylt, südlich von Westerland im Kreis Nordfriesland. Die Gemarkung Rantum, die etwa der bis Ende 2008 bestehenden Gemeinde Rantum entspricht, nimmt den südlichen Teil des Gemeindegebiets der Gemeinde Sylt ein.

## Name
Der Name des Ortes wird gern mit dem Namen der Meeresgöttin Ran in Verbindung gebracht; Rantum als Ort der Ran. Wahrscheinlicher ist jedoch die Ableitung aus der alten Schreibweise des Ortsnamens Raanteem als Ort am Rande.

## Geschichte

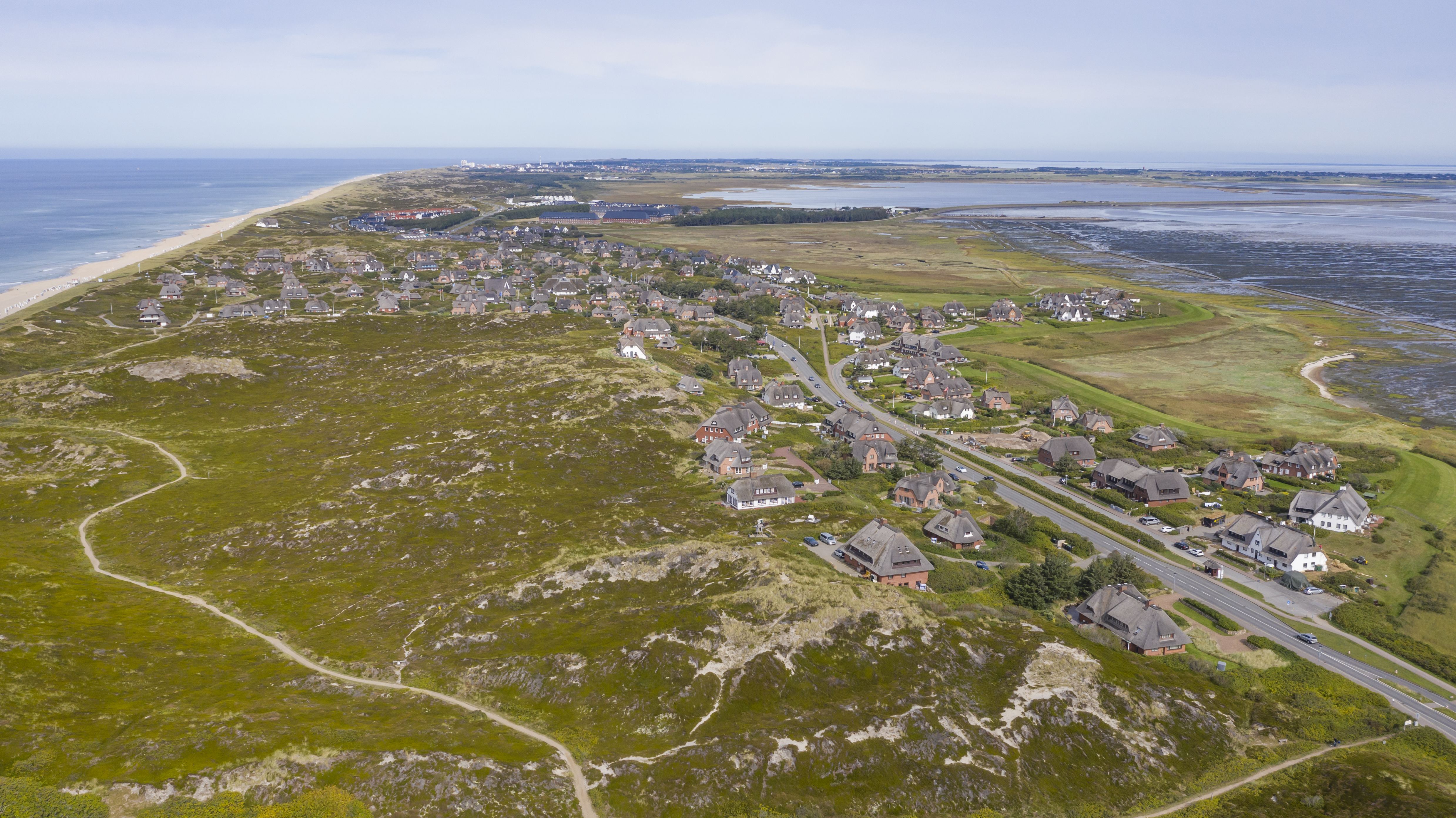
Luftaufnahme von Rantum (2020)

Der kleine Ort Rantum verfügt über eine wechselvolle Geschichte. Er liegt an der mittlerweile schmalsten Stelle der Insel von etwa nur 550 Meter Breite. Bis zu sechsmal musste der Ort neu aufgebaut werden, weil er durch Sturmfluten zerstört und von Flugsand zugeschüttet worden war. 1801 musste die vierte Kirche abgerissen werden. Das Kirchspiel wurde aufgelassen. Erst 1964 erhielt das Dorf wieder eine eigene Kirche.
In der Nähe des Ortes hat sich nach Angaben aus dem 18. Jahrhundert ein Erdwall ähnlich der Tinnumburg befunden, die Reste der Rantum-Burg, der jedoch schon damals von den Dünen begraben wurde und heute vermutlich durch die Nordsee abgetragen ist.
Die älteste Erwähnung des Namens Rantum findet man auf einer alten Seekarte von 1142, die in Kopenhagen aufbewahrt wird. Auf der Seekarte ist die Rantumer Kirche, die Westerseekirche, als Seezeichen markiert. Die Rantumer Kirche trug den Namen St. Peter. Da damals nur Hauptkirchen dem Heiligen Petrus geweiht wurden, kann man davon ausgehen, dass der Ort Rantum um 1100 n. Chr. ein bedeutender Ort war. Belege über diese These gibt es nicht. Vermutlich besaßen die Rantumer im Mittelalter fruchtbares Marschland, da sich die Insel noch mehrere Kilometer nach Westen erstreckte. Doch da der Ort Rantum durch wiederholte Sturmfluten zweimal so stark beschädigt wurde, dass er einschließlich der Kirche danach an anderer Stelle wieder aufgebaut werden musste, gibt es heute historische Belege nur ab dem 17. Jahrhundert.
Nachdem die Sturmfluten das Marschland weggerissen hatten und die Wanderdünen zur Bedrohung wurden, verarmte der Ort. Bis ins 18. Jahrhundert war der Ort eine Hochburg der Strandräuber. Die Einwohner plünderten Schiffe und bestritten mit der Beute ihren Lebensunterhalt. Hatte es um 1700 noch 40 Häuser gegeben, bestand der nach Osten versetzte Ort 1903 nur noch aus fünf Häusern. Die erst 1725 erbaute dritte Kirche war bereits 1757 vom Sand begraben. Den weiter östlich errichteten Nachfolgebau ereilte dasselbe Schicksal 1801. Das Kirchspiel wurde aufgegeben. 
Nach dem Deutsch-Dänischen Krieg 1864 kam der Ort, der zuvor dem dänischen Herzogtum Schleswig angehört hatte, zu Preußen und somit zu Deutschland.
Während Westerland längst Fremdenverkehrsort war, wurde in Rantum erst nach dem Ersten Weltkrieg ein erstes Erholungsheim eingerichtet. Ab 1936 wurden Kasernen für den Seefliegerhorst gebaut. Ein großes Wattgebiet, das Rantumbecken, wurde mit einem Außendeich umgeben und sollte als Seeflughafen dienen. Nach dem Zweiten Weltkrieg zogen Flüchtlinge in die Kasernen. 1948 wurde Hörnum als eigene Gemeinde ausgegliedert. Heute ist das Rantumbecken ein Vogelschutzgebiet. Über 182 Vogelarten konnten hier gezählt werden. Betreut werden sie durch einen Vogelwart. 1977 entstand aus dem ehemaligen Anleger des Seefliegerhorstes der Hafen Rantum als tidenabhängiger Sportboothafen.
Heute gilt Rantum als ein idyllisches Inseldorf in den Dünen. Östlich des Ortes erstrecken sich das Wattenmeer sowie die Rantum-Inge – ein großflächiges Salzwiesen-Areal. Zur Westseite liegt der Strand zur offenen Nordsee.
Am 1. Januar 2009 trat Rantum dem Zusammenschluss der Stadt Westerland und der Gemeinde Sylt-Ost zur neuen Gemeinde Sylt bei.

## Sehenswürdigkeiten

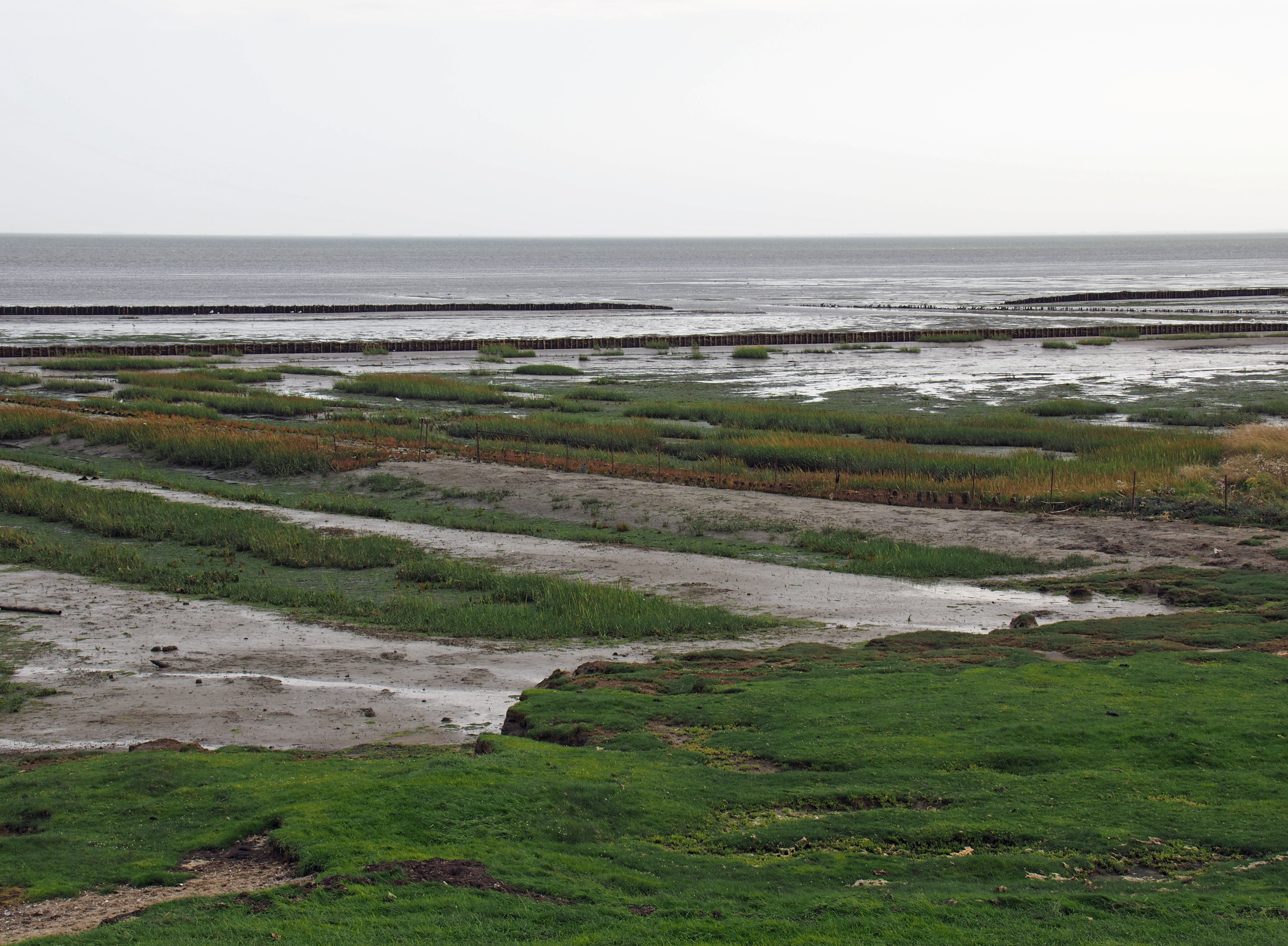
Salzwiesen bei Rantum

Sehenswert ist die Eidum-Vogelkoje, die zum Entenfang diente. Sie ist nach dem Ort Eidum benannt, der 1436 in den Fluten versank.
Das Rantumbecken wurde von der Wehrmacht als Landeplatz für Wasserflugzeuge angelegt. Die Bauarbeiten für den Marine-Seefliegerhorst in Rantum begannen 1937. Das Becken war jedoch nicht lang genug, um den damals eingesetzten Wasserflugzeugen einen optimalen Startplatz zu bieten. Heute ist das Rantumbecken ein Vogelschutzgebiet und wird wie auch die Vogelkoje vom Verein Jordsand betreut.
Seit 1993 wurde aus der Sylt-Quelle aus mehreren Hundert Metern Tiefe jodhaltiges Wasser gefördert und in Flaschen abgefüllt. Im Jahr 2021 wurden Förderung und Verkauf des Wassers eingestellt. Im benachbarten Kunstraum Sylt-Quelle finden Ausstellungen, Lesungen, Diskussionsforen und Theateraufführungen statt. Seit 2007 ist hier zusätzlich der Aufführungsort des „Meerkabaretts“, einer jährlich in den Sommermonaten stattfindenden Unterhaltungsshow mit Kabarettisten und Comedians.
An der Watt-Seite im Osten des Ortes erstreckt sich der Nationalpark Schleswig-Holsteinisches Wattenmeer. Eine beliebte Wattwanderung führt von Rantum Richtung Süden bis nach Hörnum. Die Schutzstation Wattenmeer unterhält eine Niederlassung in Rantum. Von dort aus werden Informationsveranstaltungen über Küstenschutz, das Watt, die Salzwiesen und geführte Wattwanderungen angeboten.
In Rantum befindet sich ein Sender des LORAN-C-Funknavigationssystems, der als Sendeantenne einen 193 Meter hohen, abgespannten und selbststrahlenden Stahlfachwerkmast benutzt. Am 31. Dezember 2015 endete der reguläre Betrieb.

## Tourismus als Haupterwerbsquelle

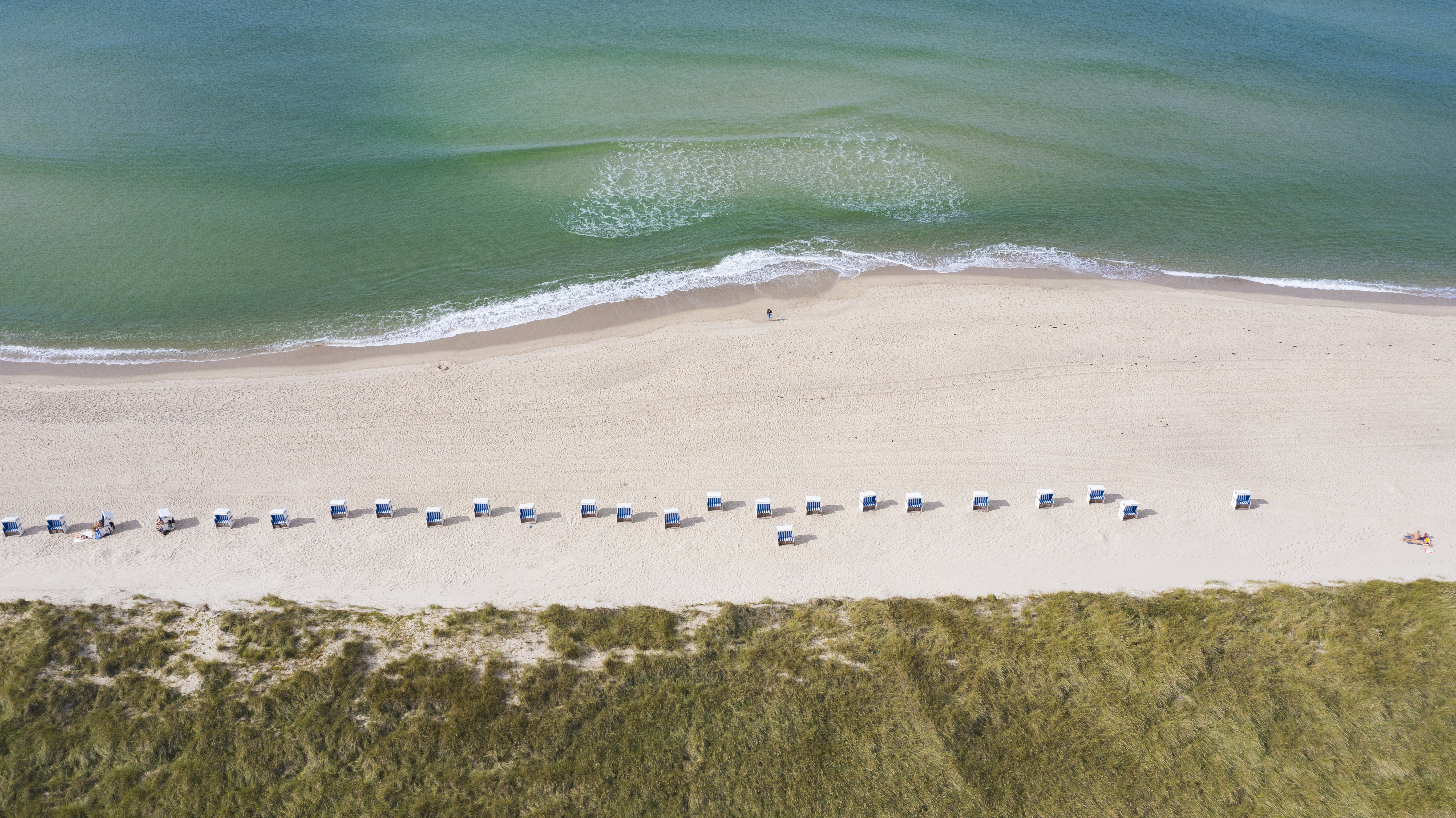
Strand von Rantum mit Strandkörben

In den Dünen im Westen befinden sich mehrere Strandübergänge mit Strandkorb-Verleih und Ausflugslokalen mit exotischen Namen. Diese Namensgebung hatte ihren Ursprung in den 1930er Jahren, als ein Strandabschnitt namens Abessinien entstand. Als in den 1950er Jahren der Fremdenverkehr in Rantum zu blühen begann, entstand der Strandabschnitt Samoa, später dann auch Sansibar.
Viele Familien begannen in den Sommerwochen der 1950er Jahre mit Zimmervermietung. Dieser florierende und rentable Nebenerwerb wurde im Laufe der Jahrzehnte zu einer der Haupteinnahmequellen des Ortes. Viele Neubauten gehen auf sein Konto. Prägend war dabei, dass dies nicht, wie zum Beispiel in Westerland, überwiegend in Hotels, Pensionen und Gaststätten erfolgte. Viele Zweitwohnsitze und Vermietungsbetriebe sind inzwischen hinzugekommen. Am Ort gibt es, wie auf der übrigen Insel, mehr Betten für Touristen als für ständige Einwohner. Wichtig waren dabei die 1990er Jahre, in denen eine Ausweitung der Saison über die wenigen Sommerwochen hinaus gelang. Direkt an der von Sturmfluten abbruchbedrohten Düne steht der reetgedeckte Söl’ring Hof. Das Hotel ist inzwischen wegen der guten Küche mit zwei Guide-Michelin-Sternen ausgezeichnet. Im Juni 2007 wurde auf einem ehemals militärisch genutzten Areal nördlich des Ortskerns das so genannte TUI-Dorfhotel mit circa 600 Betten in 159 Apartments eröffnet.

## Jugendarbeit
In Rantum liegt der Jugendlagerplatz Weiße Zeltstadt Rantum. Dort bietet der Kreissportverband Schleswig-Flensburg in den Sommerferien Jugendfreizeiten an.
Die Arbeitsgemeinschaft Deutsches Schleswig betreibt im Bildungszentrum „ADS Gerd-Lausen-Haus“ ein Tagungshaus für Jugendliche und ein Schullandheim.
Im Süden des Ortes liegt das Jugenderholungsheim Puan Klent, das von der Stiftung Hamburger Jugenderholungsheim Puan Klent betrieben wird.

## Bildergalerie

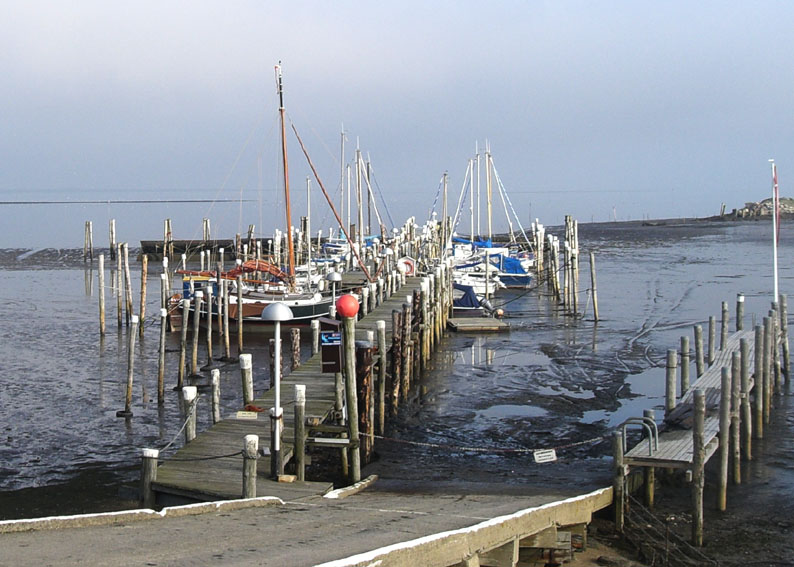
Hafen von Rantum
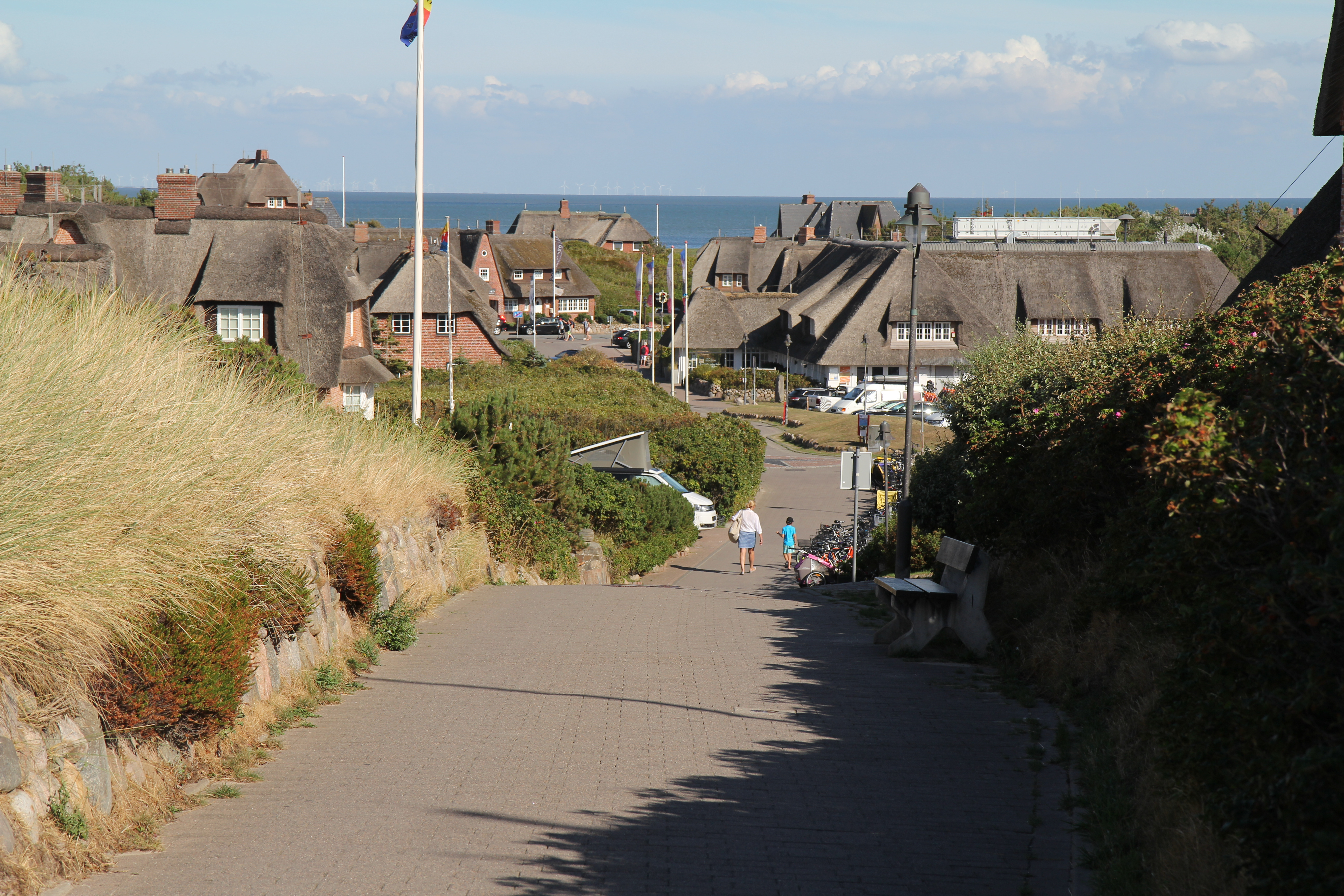
Strandweg, Blick Richtung Hörnumer Straße
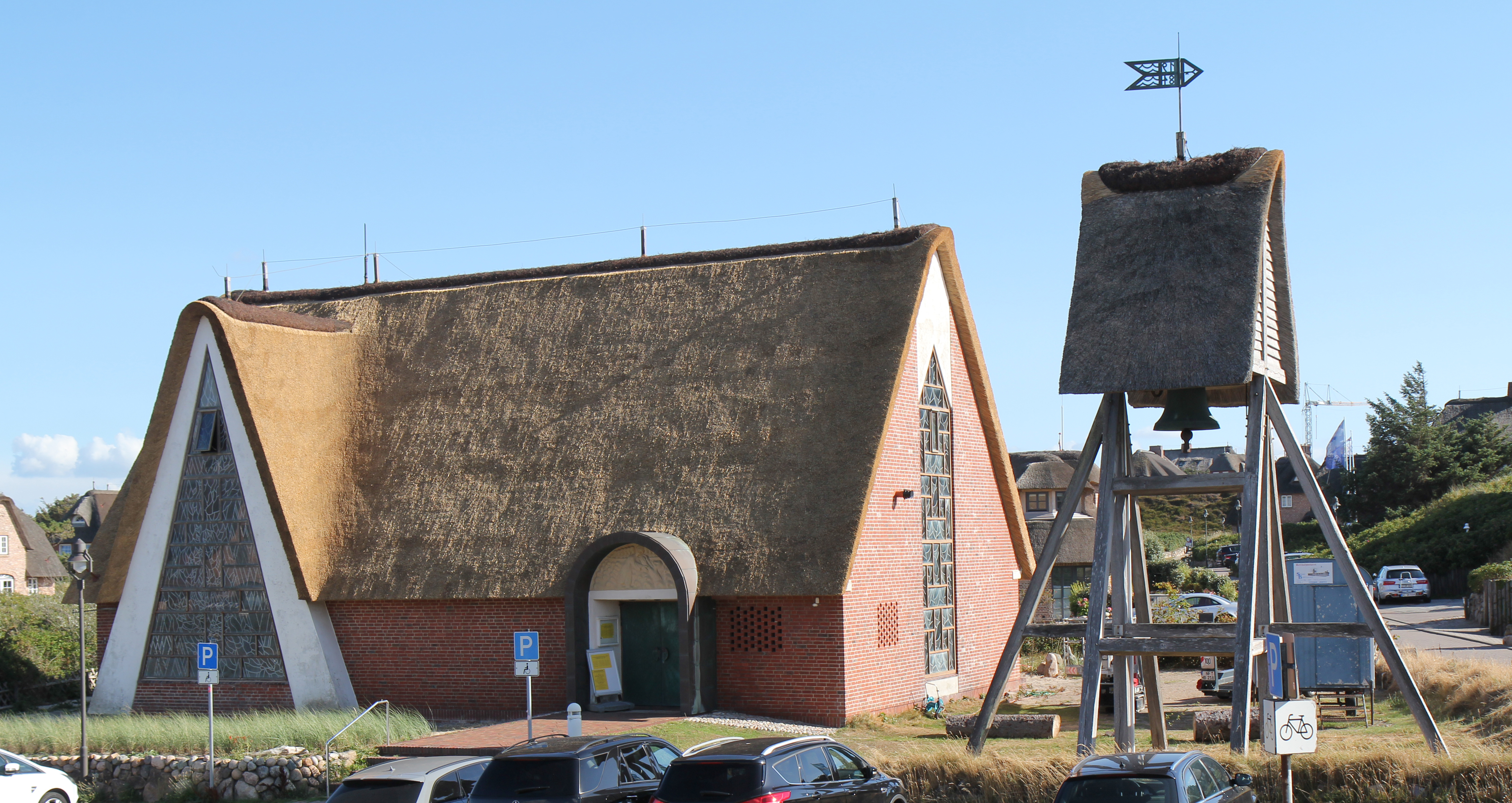
Kirche St. Peter
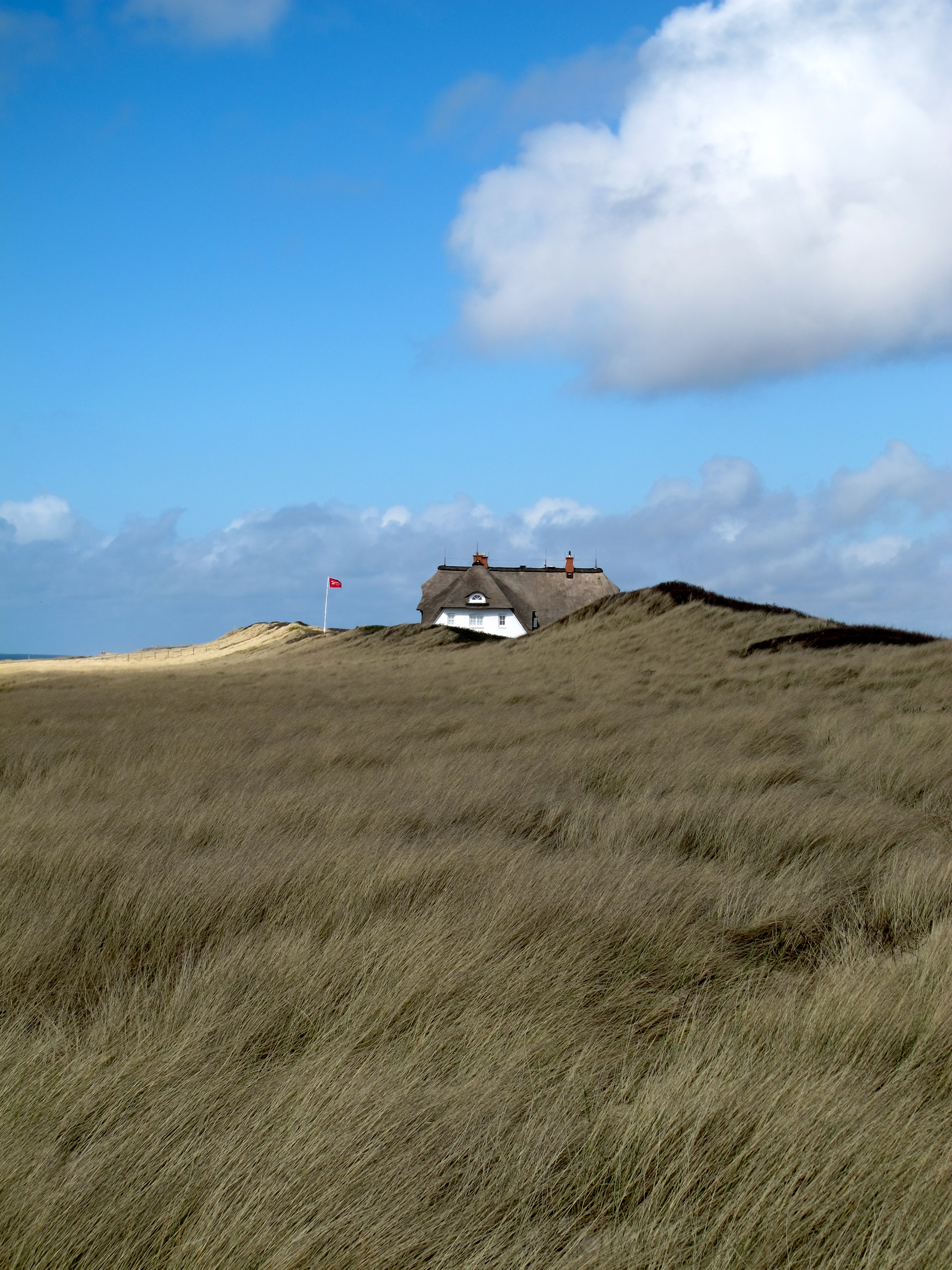
Naturschutzgebiet Baakdeel-Rantum/Sylt, Blick zum Sölring Hof
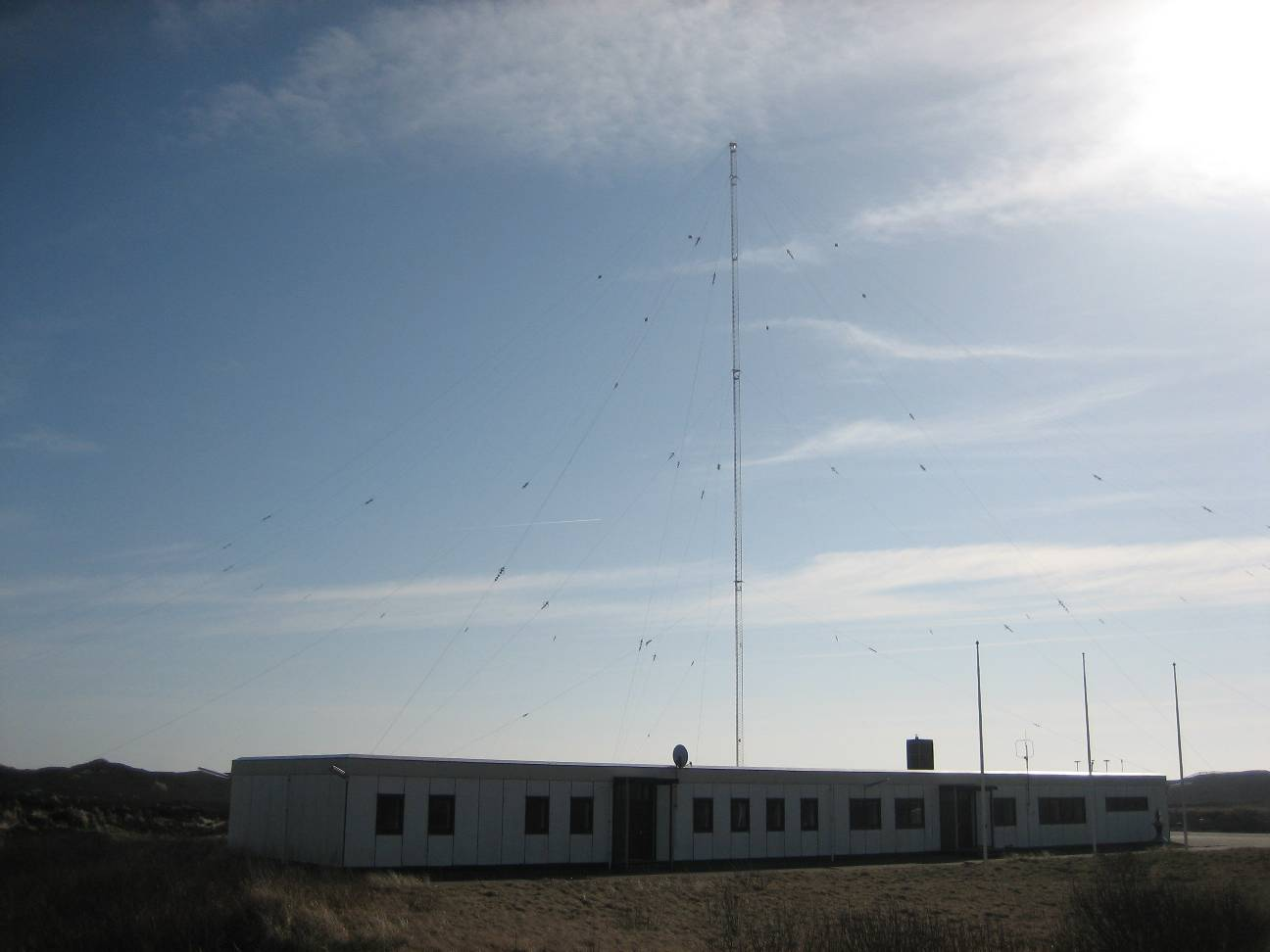
LORAN-C-Sender Rantum
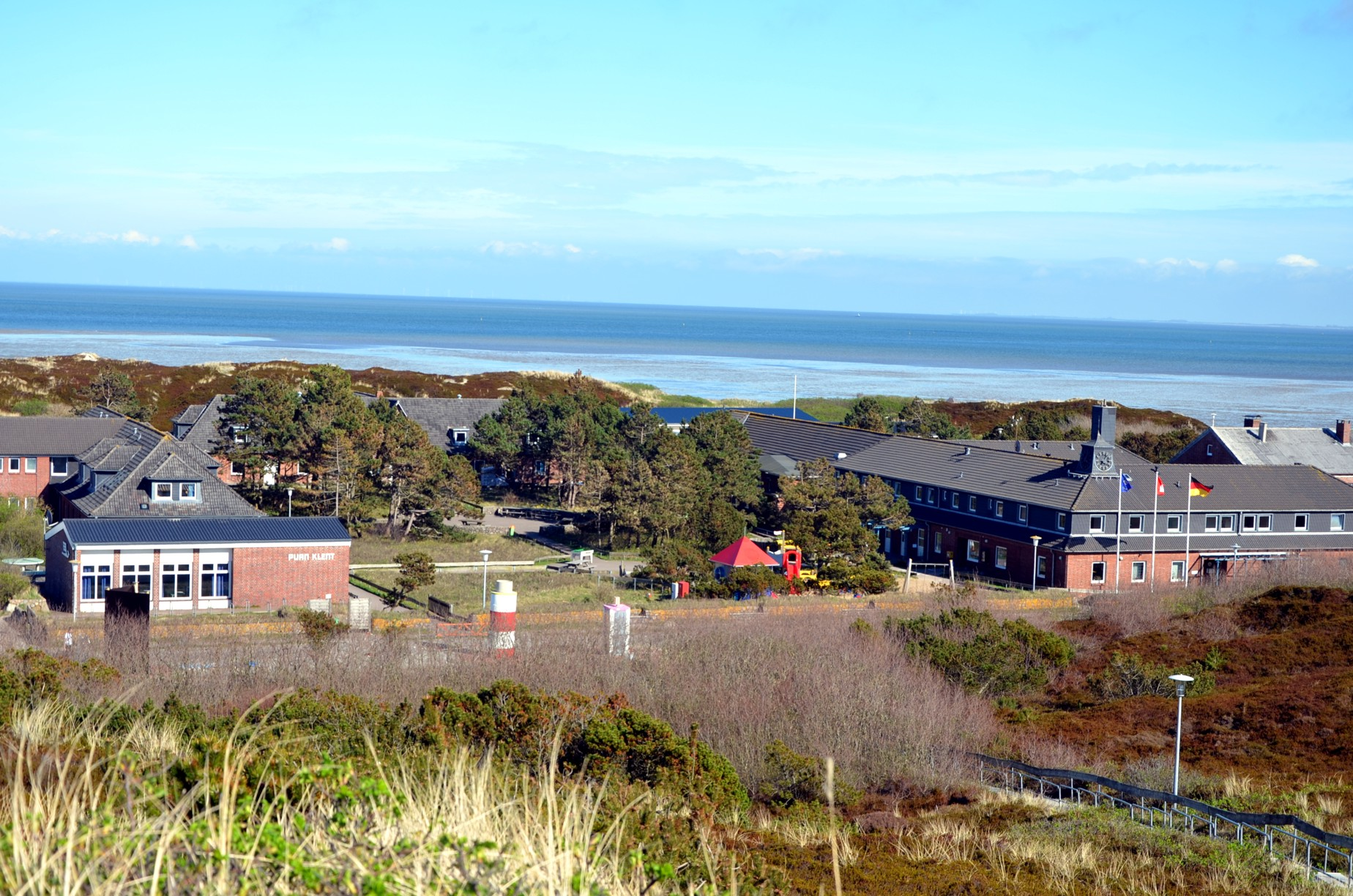
Puan Klent
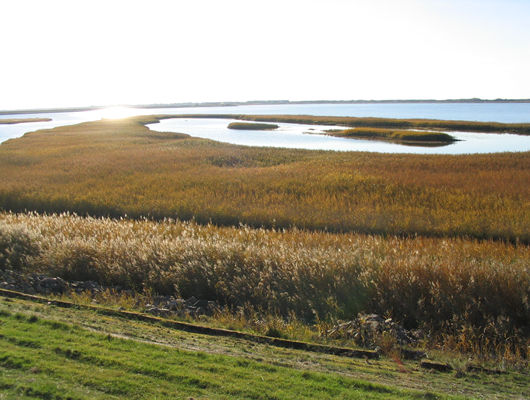
Blick über das Naturschutzgebiet Rantumbecken
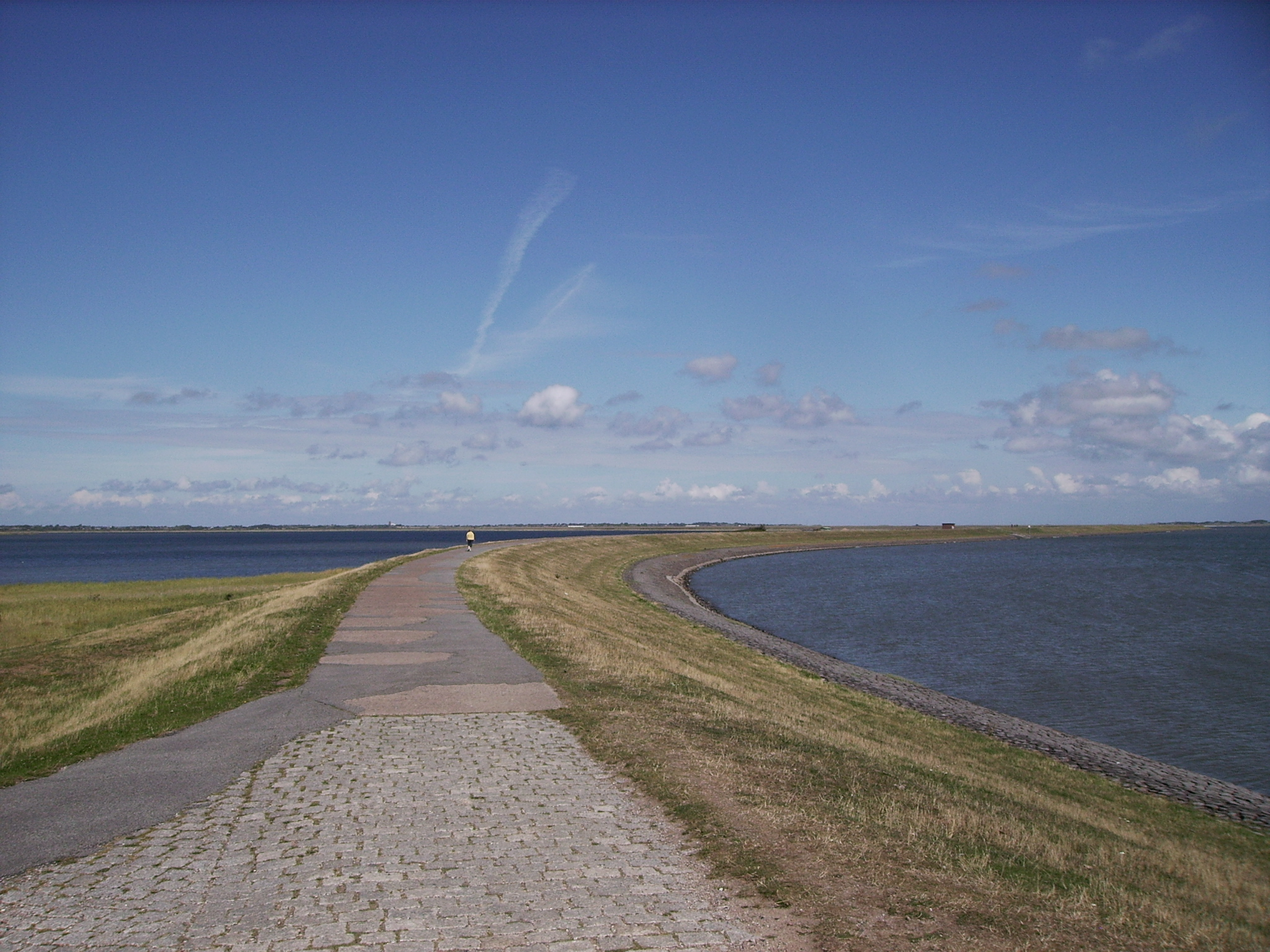
Blick auf den Deich, der das Rantumbecken (links) vom Wattenmeer trennt